# DIA (groupe)
Pour les articles homonymes, voir Dia.
Ne doit pas être confondu avec Dia (chanteuse).
DIA (coréen: 다이아, version abrégée de DIAMOND, et un acronyme de Do It Amazing) est un girl group sud-coréen formé par MBK Entertainment en 2015. Le groupe est composé d'Eunice, Huihyeon, Jenny, Yebin, Chaeyeon, et Eunchae, et depuis 2017, Jueun et Somyi sont ajoutées au groupe. Elles débutent officiellement le 14 septembre 2015 avec l'album Do It Amazing.

## Carrière

### Pré-débuts
En février 2015, MBK Entertainment annonce la création d'un nouveau groupe féminin. À l'origine, la compagnie a décidé les candidates possibles pour leur nouveau groupe à l'aide d'un concours, à travers lequel le public a pu se familiariser avec les membres du groupe. Les stagiaires (trainees) et actrices Kim Dani, Kim Minhyun, Moon Seulgi et Cho Seunghee sont annoncées pour faire partie du projet, mais finalement Dani, Minhyun et Seulgi quittent le projet. Seunghee était auparavant membre du groupe F-ve Dolls, avant leur séparation en 2014. Cependant, les débuts du groupe pour juin ont être repoussés, ainsi le groupe nommé officiellement DIA, fera ses débuts plus tard dans l'année avec deux titres principaux,.

### 2015: Débuts avecDo It Amazing
Le 14 septembre 2015, DIA sort son premier album auto-nommé, Do It Amazing. Le même jour, le clip vidéo du titre principal, "Somehow" est mis en ligne. Leur première apparition publique officielle a aussi été le 14 septembre; le groupe a tenu un showcase au 'Ilchi Art Hall' de Séoul. Elles font leurs débuts officiels sur un programme de classement musical le 17 septembre au M! Countdown de Mnet.
Le 19 octobre, DIA met en ligne le clip vidéo de "My Friend's Boyfriend", un autre titre de leur premier album, et continue les promotions avec ce titre-ci.
Le 17 décembre, Cathy et Chaeyeon sont annoncées pour avoir temporairement été retirées de leur groupe afin de joindre la compétition de Mnet nommé Produce 101 pour le projet d'un nouveau girl group actif pendant une année. Il a été révélé que les deux filles avaient déjà été auditionnées et signé leur contrat avec l'émission avant les débuts officiels de DIA. À la suite de cela, DIA va continuer les promotions avec les cinq membres restant jusqu'à leur retour dans le groupe. Après avoir été éliminée dans l'épisode 11, Cathy a repris ses activités avec le groupe. Tandis que Chaeyeon, elle, s'est placée en septième position lors de la finale ce qui lui permit de joindre le nouveau groupe, I.O.I qui débutera en mai, et devra donc promouvoir pour ces deux groupes.

### 2016–maintenant
Le 7 mars 2016, MBK Entertainment a annoncé l'ajout d'un nouveau membre Eunchae (introduite sous son nom de naissance Chaewon) et a confirmé par la même occasion que le groupe sera bientôt de retour,
Le 13 avril, l'agence des filles a annoncé que le contrat de Seunghee prendrait fin avec la compagnie le 30 avril, et qu'elle avait décidée de ne pas le renouveler. Le 19 avril, l'agence d'I.O.I a déclaré que le contrat avec chaque fille lui permettait d'avoir des activités sous sa compagnie avec son groupe, cependant il a été indiqué que “les I.O.I devraient promouvoir activement quatre albums, en tant que groupe complet ou en sous-groupe jusqu'en janvier 2017”. Le 11 mai, MBK Entertainment a confirmé que Chaeyeon et Huihyeon (anciennement appelée Cathy) feront leur retour dans le groupe pour son nouvel album en juin.
Le premier mini-album de DIA nommé Happy Ending est sorti le 14 juin. Le groupe a aussi mis en ligne le clip du titre principal, "On The Road" le même jour.
Quelques mois après, le 11 août la sortie du nouvel album des filles est révélée via une photo teaser. Ainsi, le 13 septembre leur second mini-album, Spell et le clip vidéo du titre principal nommé "Mr. Potter" sont mis en ligne. L'album est sorti sous forme numérique le 13 septembre, et sous forme physique le 21 septembre,,. Le 14 septembre, le groupe féminin fêtant son premier anniversaire depuis ses débuts à remercier ses fans pour leur soutien en mettant en ligne le clip vidéo de "The Love", titre issu de leur second EP Spell. Le 7 mai 2018, Eunjin annonce son départ du groupe et de l’agence pour raisons de santé.

## Membres
| Nom de scène | Nom de scène | Nom de naissance | Nom de naissance | Date de naissance | Nationalité  | Position                                    |
| Romanisé     | Hangeul      | Romanisé         | Hangeul          | Date de naissance | Nationalité  | Position                                    |
| ------------ | ------------ | ---------------- | ---------------- | ----------------- | ------------ | ------------------------------------------- |
| Eunice       | 유니스       | Heo Soo Yeon     | 허수연           | 2 septembre 1991  | Sud-coréenne | Danseuse, vocaliste-, unnie (la plus âgée)  |
| Jooeun       | 조은         | Lee Joo Eun      | 이조             | 7 juin 1995       | Sud-coréenne | Vocaliste, danseuse                         |
| Huihyeon     | 희현         | Ki Hee Hyeon     | 기희현           | 16 juin 1995      | Sud-coréenne | Leader, Rappeuse, danseuse, vocaliste       |
| Yebin        | 예빈         | Baek Ye Bin      | 백예빈           | 13 juillet 1997   | Sud-coréenne | Vocaliste, danseuse                         |
| Chaeyeon     | 채연         | Jung Chae Yeon   | 정채연           | 1er décembre 1997 | Sud-coréenne | Rappeuse, vocaliste, danseuse               |
| Eunchae      | 은채         | Kwon Chae Won    | 권채원           | 26 mai 1999       | Sud-coréenne | Vocaliste, danseuse, maknae (la plus jeune) |

### Anciennes membres
- [Départ le 7 Juin 2016] Seunghee (Cho Seung Hee, 승희) née le 3 juin 1991 (Leader, vocaliste, danseuse).
- [Départ le 7 Mai 2018] Eunjin (Ahn Eun Jin 안은진) née le 31 août 1997 (Danseuse, rappeuse secondaire, vocaliste).
- [Départ le 6 Juillet 2019] Jenny (Lee So Yul 이소율) née 14 septembre 1996 (Vocaliste, danseuse, rappeuse).
- [Départ le 9 Janvier 2022] Somyi (Ahn Som Yi 안솜이) née le 26 janvier 2000 (Vocaliste, danseuse, rappeuse).

## Discographie

### Album studio
| Titre         | Détails de l'album | Meilleure position | Ventes                |
| Titre         | Détails de l'album | COR                | Ventes                |
| ------------- | --- | ------------------ | --------------------- |
| Do It Amazing | - Date de sortie : 14 septembre 2015 - Labels : MBK Entertainment, Interpark INT - Formats : CD, téléchargement numérique | 11                 | - COR : plus de 2 375 |

### Mini-albums (EPs)
| Titre        | Détails de l'album | Meilleure position | Ventes                 |
| Titre        | Détails de l'album | COR                | Ventes                 |
| ------------ | --- | ------------------ | ---------------------- |
| Happy Ending | - Date de sortie : 14 juin 2016 - Labels : MBK Entertainment, Interpark INT - Formats : CD, téléchargement numérique      | 7                  | - COR : plus de 9 474  |
| Spell        | - Date de sortie : 13 septembre 2016 - Labels : MBK Entertainment, Interpark INT - Formats : CD, téléchargement numérique | 4                  | - COR : plus de 10 266 |

### Singles
| Titre                   | Année | Meilleure position | Ventes (téléchargements numériques) | Album         |
| Titre                   | Année | COR                | Ventes (téléchargements numériques) | Album         |
| ----------------------- | ----- | ------------------ | ----------------------------------- | ------------- |
| "Somehow"               | 2015  | 152                | - COR : plus de 20 924              | Do It Amazing |
| "My Friend's Boyfriend" | 2015  | 288                | - COR : plus de 4 025               | Do It Amazing |
| "On the Road"           | 2016  | 48                 | - COR : plus de 131 443             | Happy Ending  |
| "Mr. Potter"            | 2016  | 103                | - COR : plus de 20 630              | Spell         |

### Autres chansons classées
| "Happy Ending"                                                                        | 2016 | — | - COR : plus de 6 381 | Happy Ending |
| "—" signifie que le morceau ne s'est pas classé ou n'est pas sorti dans cette région. |      |   |                       |              |

## Filmographie

### Dramas
| Année | Titre            | Chaîne       | Membre(s)                    | Note(s)                                                                         |
| ----- | ---------------- | ------------ | ---------------------------- | ------------------------------------------------------------------------------- |
| 2015  | Sweet Temptation | NaverTV Cast | Seunghee, Jenny, et Chaeyeon | web-drama de T-ara; Jenny dans le rôle principal, Seunghee et Chaeyeon en caméo |
| 2016  | Drinking Solo    | tvN          | Chaeyeon                     | Rôle principal                                                                  |

### Télé-réalité
| Année | Titre     | Chaîne     | Membre(s) | Note(s)                                                                   |
| ----- | --------- | ---------- | --------- | ------------------------------------------------------------------------- |
| 2015  | DIA Daily | Afreeca TV | Tous      | Saison 1 (Épisode 1-15 et 2 épisodes spéciaux) et Saison 2 (Épisode 1-46) |

## Récompenses et nominations

### Seoul Music Awards
| Année | Travail nommé | Titre                | Résultat   | Réf.   |
| ----- | ------------- | -------------------- | ---------- | ------ |
| 2015  | "Somehow"     | Bonsang Award        | Nomination | [ 27 ] |
| 2015  | DIA           | New Artist Award     | Nomination | [ 27 ] |
| 2015  | DIA           | Popularity Award     | Nomination | [ 27 ] |
| 2015  | DIA           | Hallyu Special Award | Nomination | [ 27 ] |

### AfreecaTV BJ Awards
| Année | Travail nommé | Titre               | Résultat |
| ----- | ------------- | ------------------- | -------- |
| 2015  | DIA           | Special Idol Awards | Lauréat  |